# Michael Olsson

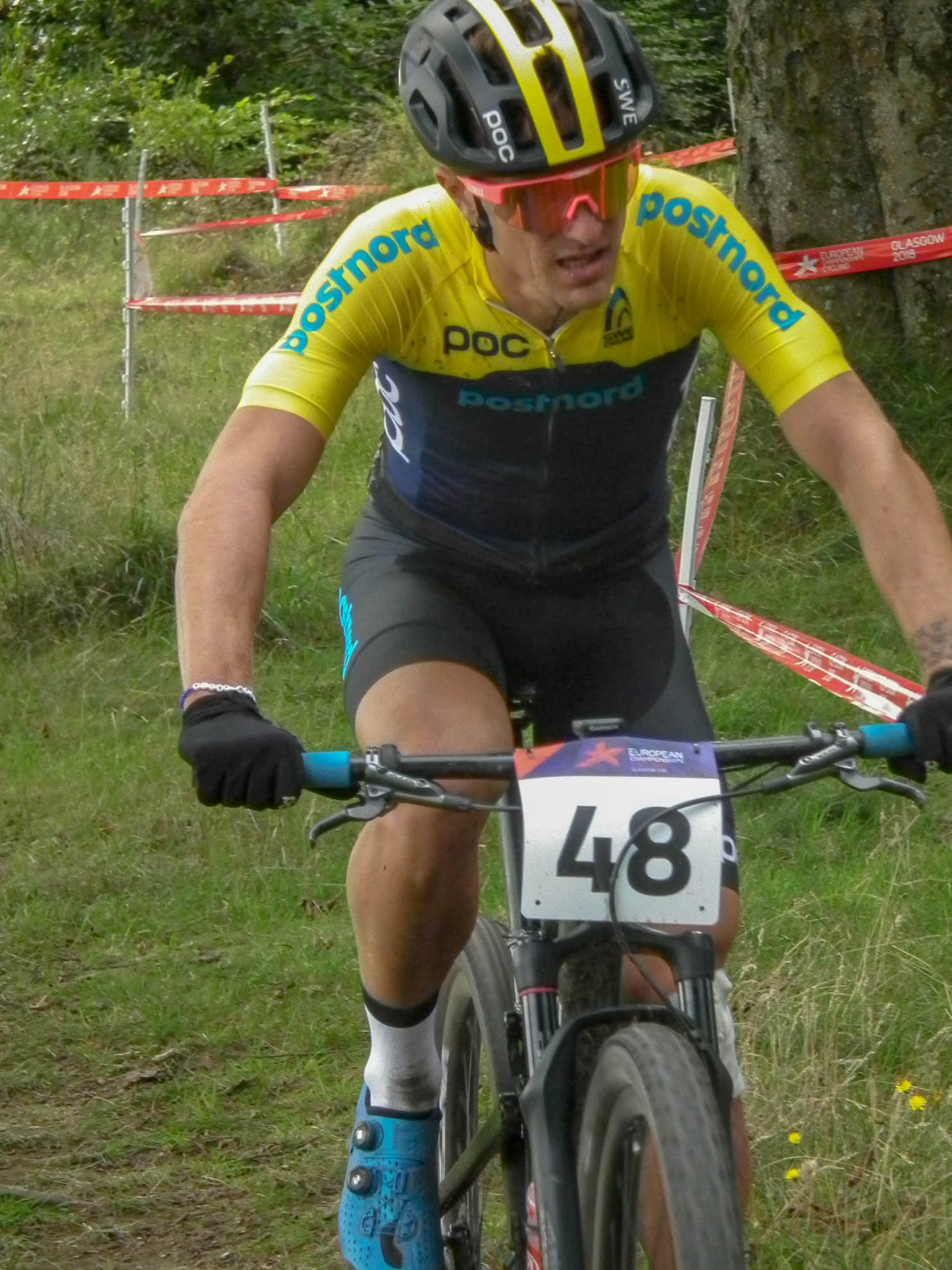
Michael Olsson

Michael Olsson (* 4. März 1986) ist ein schwedischer Radrennfahrer.
Olsson wurde 2010 Zweiter in der Gesamtwertung sowie auf einem Teilstück des Univest Grand Prix und erhielt im Folgejahr einen Profivertrag beim schwedischen Team Cykelcity. In seinem ersten Jahr im Team konnte er Erfolge beim Åstorpsloppet sowie bei Rennen in Falköping und Borås feiern. Im Jahr 2012 gelang ihm mit dem Erfolg beim Auftaktzeitfahren der Tour de Normandie sein erster Erfolg auf der UCI Europe Tour. In den Jahren 2013 und 2014 wurde er jeweils schwedischer Straßenmeister.

## Erfolge
2012
- eine Etappe Tour de Normandie

2013
- Schwedischer Meister – Straßenrennen

2014
- Schwedischer Meister – Straßenrennen

## Teams
- 2011 Team Cykelcity
- 2012 Team Cykelcity.se
- 2013 Team People4you-Unaas Cycling
- 2013 Team Argos-Shimano (Stagiaire)
- 2014 Team Ringeriks-Kraft
- 2015 Team TreFor-Blue Water